# Медобори

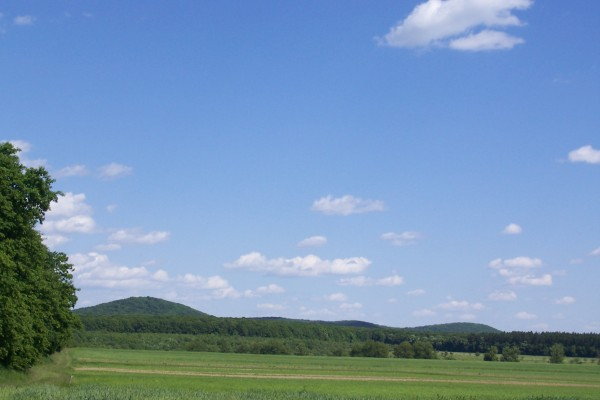
Медобірський краєвид

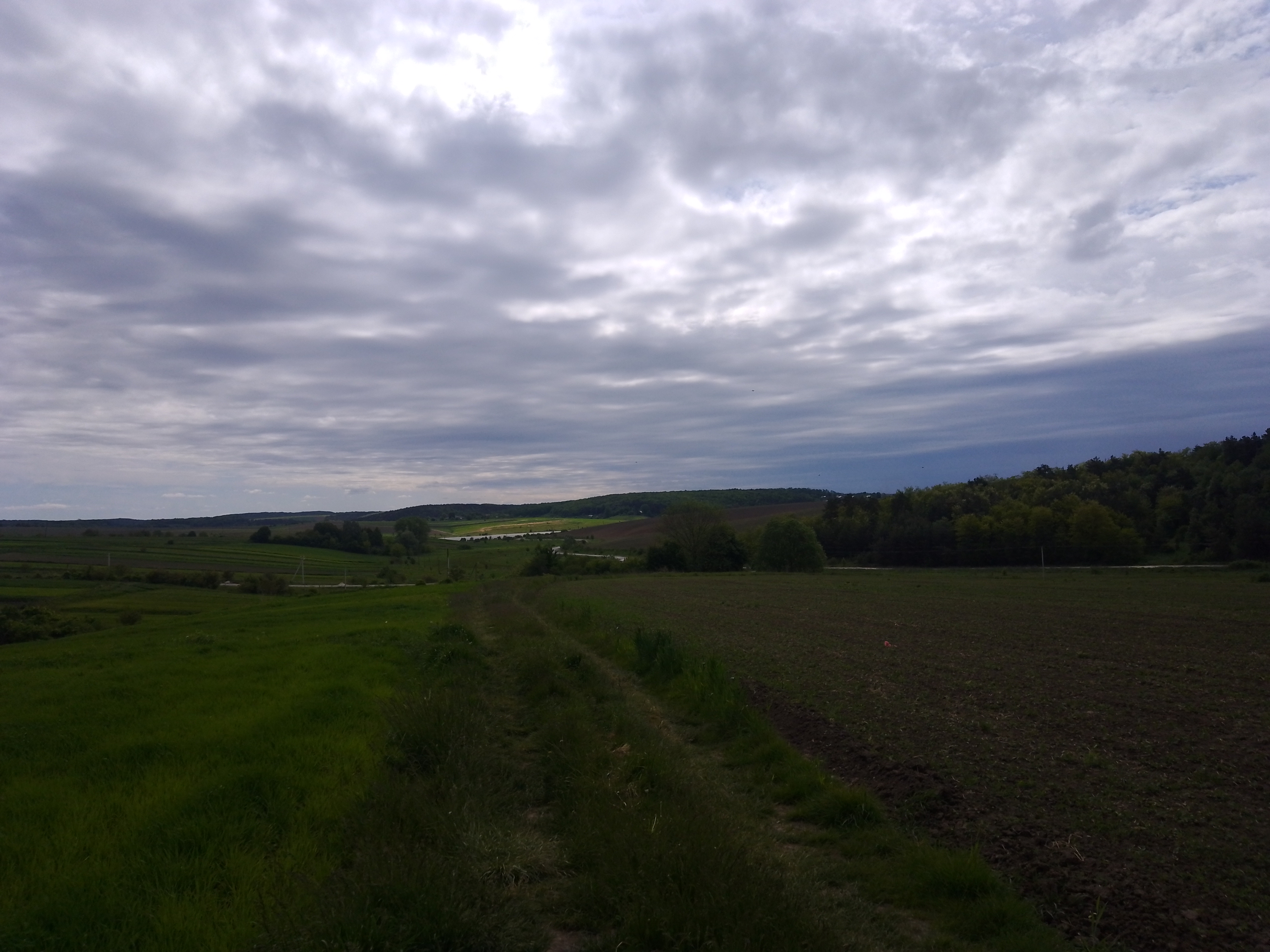
Медобори між селами Дубівці та Івашківці

Медобо́ри (Поді́льські То́втри) — сильно розчленовані, скелясті вапнякові пасма. Частина єдиного у світі гірського кряжу Товтри, що з'явився не внаслідок тектонічних процесів, а утворений живими організмами — кораловими поліпами. Унікальне геологічне утворення з неповторними ландшафтами. Назва місцевості походить від іллірійського «medubaris», що означає «між долинами», і не має нічого спільного з медоносними рослинами.

## Географія
Горбисте, заввишки 350—440 м, пасмо Медобірських гір простягається з північного заходу на південний схід від смт Підкамінь Львівської області через Збараж, Скалат, Сатанів, Кам'янець-Подільський до Дністра. Довжина Товтрового кряжа — близько 200 км, з них 110 кілометрів проходить територією Тернопільської області. З усіх боків гряди височать поодинокі горби з гострими скелястими вершинами, а також з пологими вершинами. Південно-західні схили круті, північно-східні пологі.
Основні гори у межах Галичини: Гонтова (422), Крайній Камінь (431), Зембова (431), Бабина (440), Сабариха (355), Скала (417), Білий Камінь (350), Гостра Могила (398), Вікно, Гостра, Янцова (410), Богит (414). Найвища вершина — гора Бабина (440,2 м.н.р.м.).

## Геологія

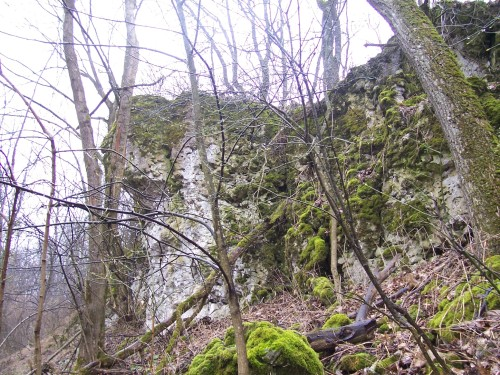
Скелясті схили біля гори Богит

У далекому геологічному минулому Медобори були морським рифом, що простягався уздовж східного узбережжя теплого Сарматського моря, яке займало територію сучасної Подільської височини. Риф утворився з відкладів скелетів давніх молюсків, коралів, мохуваток, різноманітних водоростей та інших організмів.
Під впливом горотворення в Карпатах територія Подільської височини піднялась, море відступило на південний схід. На його колишньому дні залишився риф у вигляді гірської гряди. Пізніше, в умовах теплого клімату, на її схилах розвинулась різноманітна рослинність.

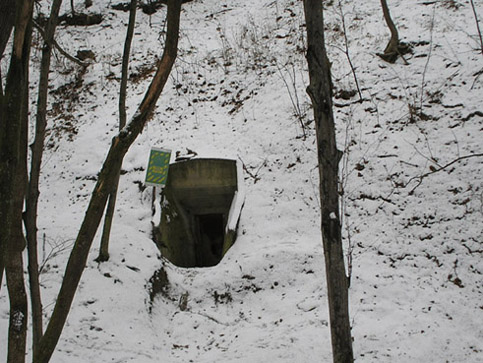
Вхід до печери Оптимістична

У Медоборах є багато карстових печер, зокрема на території Тернопільської області розташована друга у світі за довжиною печера Оптимістична.

## Гідрологія
Цікаві гідроресурси Медоборів. Тут бере початок кілька річок, є карстові озера Вікнини. На березі річки Збруч б'ють джерела, вода яких за хімічним складом подібна до трускавецької «Нафтусі». Багато лікувальних джерел поблизу села Крутилів та смт Сатанів.

## Клімат
Подільські Товтри відіграють велику роль у формуванні навколишнього клімату. Висота, розташування щодо напрямку домінуючих вітрів та залісненість створюють тут специфічні мікрокліматичні умови, позитивно впливають на кількість опадів та температурний режим. Усе це сприяє хорошому розвитку рослинного та тваринного світу.

## Господарство та історія
Природні умови Медоборів сприяли будівництву тут оборонних укріплень. У XV ст. була споруджена фортеця у Збаражі, у 1516 році — в Заложцях, у 1630 році — у Скалаті. Вони служили своєрідним рубежем у боротьбі з турецько-татарськими ордами.
Через Медобори проходив горезвісний Чорний Шлях.
У медобірських лісах вели воєнні дії війська Богдана Хмельницького, загони гайдамаків і вояків УПА.
Чарівна природа Медоборів вабила багатьох відомих діячів літератури та мистецтва. Тут тривалий час відпочивав і працював Іван Франко. Народ увічнив пам'ять Каменяра — місце, де він писав свої твори, названо «Франкові скелі».

## Природний світ
Товтри мають мальовничі краєвиди, провали (найкрасивіший провал Збруча), карстові явища. Круті прямовисні часто гострі (білого і сірого кольору) скелі чергуються з пологими схилами, гребнеподібні вершини переходять у затишні долини.
Ще в недалекому минулому Медобори були вкриті дубовими лісами, але за часів Польської та Радянської імперії переважна більшість їх була знищена. На місці прадавніх дібров залишилися молоді грабняки та оголені схили, які піддавалися ерозії. Зникло багато видів рослин, птахів, звірів.

### Рослинний світ

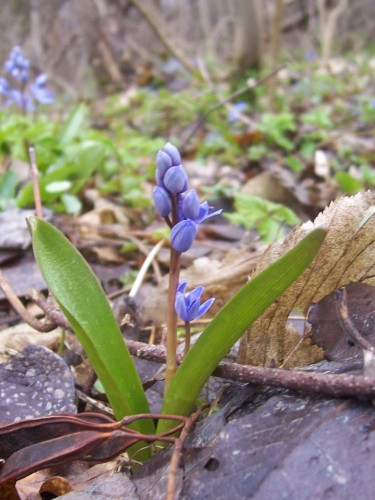
Перші весняні квіти у Медоборах

Багата флора Медоборів налічує понад 1100 видів вищих судинних рослин із значною часткою рідкісних, ендемічних, реліктових і примежово ареальних видів, з яких 120 є регіонально рідкісними, 29 занесено до Червоної книги України. Місцева флора багата також на медоносні, лікарські та вітамінні рослини.
Склад лісів дуже різноманітний. У деревостані панують дуб і граб. Поряд з ними ростуть дуб скельний, ясен, явір, бук, клен гостролистий, липа серцелиста, черешня, в'яз, береза, осика тощо. У підліску переважають бруслина бородавчаста та європейська, ліщина звичайна, свидина кров'яна, гордовина, глід, трапляються смородина чорна, аґрус відхилений. Трав'яний покрив лісів має різну густоту залежно від типу лісу та зімкнутості деревостану. Його утворюють яглиця звичайна, осока волосиста, підмаренник запашний з участю копитняку європейського, зірочника ланцетолистого, підлісника європейського, анемони жовтецевої та дібровної, герані, фіалки, рутвичка звичайна, медунки темної, купин багатоквіткової та широколистої, жовтців шорсткого та кашубського, переліски багаторічної, папороті.
Особливу цінність становлять ділянки степової, лучно-степової та наскельно-степової рослинності з рідкісними формаціями осоки низької, ковили волосистої та Ковила пірчаста. Тут крім характерних степових росте багато ендемічних видів: шавлія кременецька, шиверекія подільська, змієголовник австрійський, аконіт кущистий і шерстистовустий, ясенець білий, ковили пірчаста та волосиста, вівсюнець Бессера, ломиніс цілолистий, півники угорські, часник подільський, молочай волинський, зіноваті біла, подільська та Блоцького, дев'ятисил осотовий.

### Тваринний світ

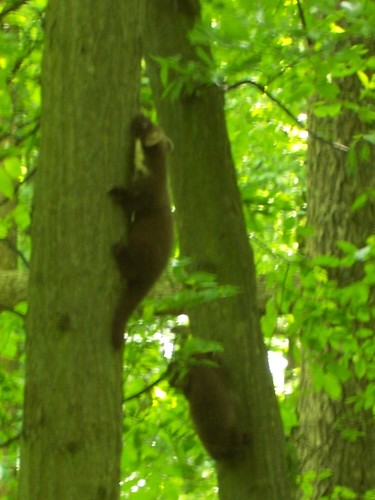
Куниці у медобірських лісах

Тваринний світ Товтрів теж надзвичайно багатий. Тут поширені всі фонові види Подільсько-придністровського зоогеографічного району. Це понад 1200 видів комах, 11 земноводних, 4 плазунів, 176 птахів, 32 ссавців. Поряд із звичними трапляється багато рідкісних видів. До Червоної книги України занесено 15 видів комах, серед яких мнемозина, махаон, перелівниця велика, жук самітник, жук-олень, сатурнія руда. Досить численними є земноводні.
Найчисленнішою є група птахів. Насиченою є група хижих птахів: сови, яструби, канюки, соколи. Особливу цінність становлять рідкісні види, занесені до Червоної книги України. У гніздовий період тут можна натрапити на орла-карлика, підорлика малого, пугача, луня польового, на зимівлю прилітають сорокопуди сірі, іноді сова довгохвоста, сапсан, на перельотах лелека чорний, журавель сірий. Трапляються сарни, дикі свині, дуже рідко — лось. Звичними є лисиця, куниця лісова, тхір, їжак, борсук. Особливу групу становлять лиликоподібні, які населяють переважно невеликі печери та ніші.

## Охорона довкілля
З метою збереження особливо цінних геологічних пам'яток природи, рідкісних видів тварин та рослин, в 1990 році на базі Подільських Товтр було організовано державний «заповідник Медобори». Це наразі єдиний заповідник у Тернопільській області і один з найбільших в Україні, загальною площею 10 454 гектари.

## Легенди та перекази
З Медоборами пов'язано багато легенд та переказів. У своїй міфопоетиці народ описав різні варіанти виникнення хребта, а також відтворив історичні події, пов'язані із цими територіями.
Також історія Медоборів тісно пов'язана з язичництвом. У Товтрах був один з найбільших язичницьких релігійно-культурних комплексів — Збручанський культовий центр (основний осередок на горі Богит).